# Бугдатепе
Бугдатепе (лезг. Бугъда тепе, Цӏийи Кьуьчхуьр) — село в Курахском районе Дагестана. Входит в Кочхюрское сельское поселение.

## Географическое положение
Расположено на территории Магарамкентского района, на реке Гюльгерычай, в 33 км к югу от города Дербент.

## Население
| 1989 | 2002 | 2010 | 2021 |
| ---- | ---- | ---- | ---- |
| 372  | ↗710 | ↗806 | ↘742 |

Моноэтническое лезгинское село.

## История
В 1937 году колхозу села Кочхюр Курахского района, под зимние пастбища, был передан участок земли в местности Бугдатепе, в дельте реки Самур. Со временем на этих землях образовался кутан колхоза имени С.Кочхюрского. После землетрясения 1966 года большая часть населения села Кочхюр была переселена на кутан. Указом Президиума Верховного Совета ДАССР от 15.12.1975 года кутан преобразован в село Новый Кочхюр. Со временем за селом закрепилось название Бугда-тепе.